# ワイルド・ナッシング
ワイルド・ナッシング(Wild Nothing)は、アメリカのロックバンド。2009年にジャック・テイタムによって活動開始。

## 略歴

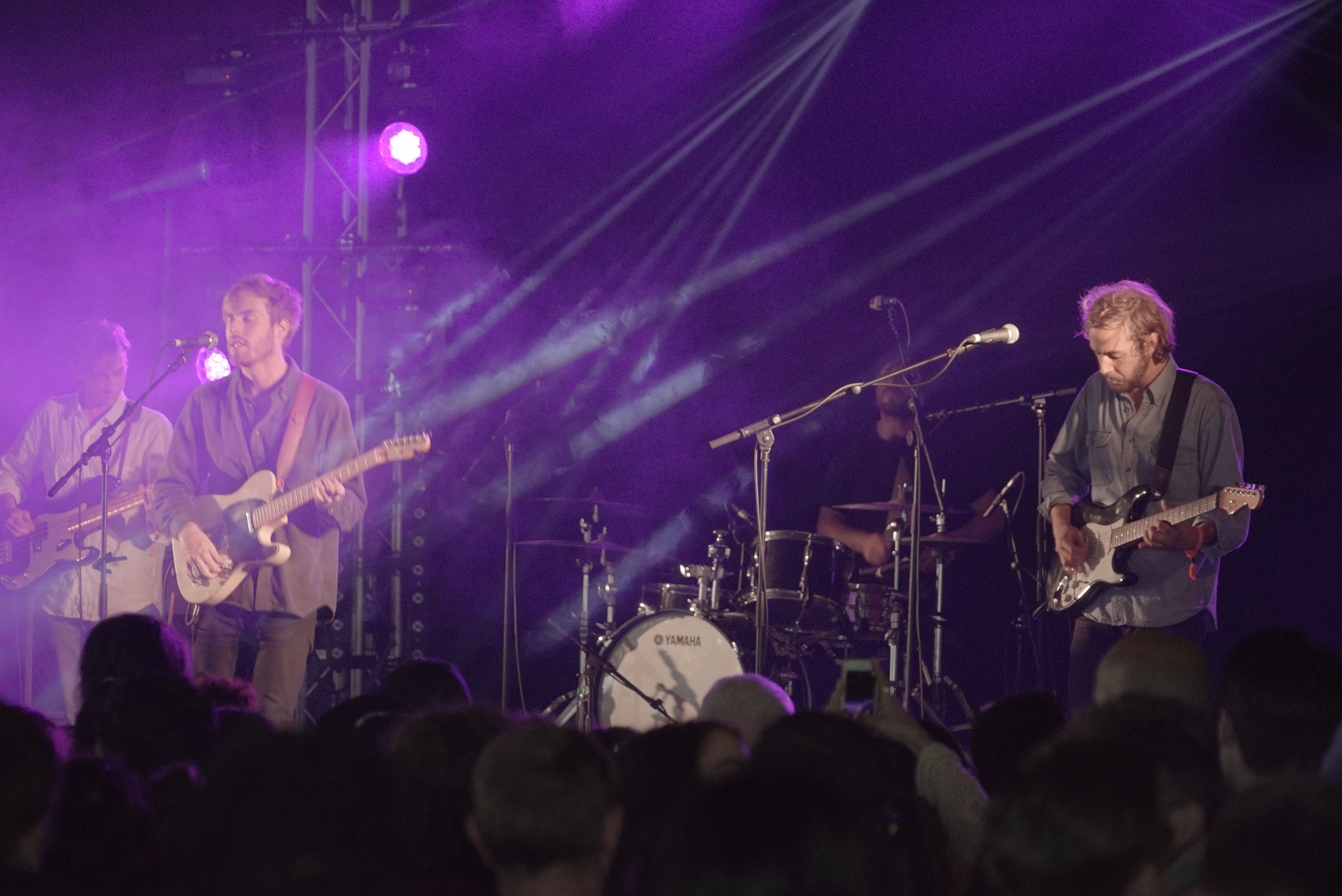
ライブで演奏するバンド（2016年）

ヴァージニア州の学園都市、ブラックスバーグでJack and the WhaleやFACEPAINTというバンドで活動していたジャック・テイタムが、2009年に自身のソロ・プロジェクトとして始動させた。テイタムのデモ音源がインディーズ界隈で話題となり、キャプチャード・トラックスと契約を果たす。この頃からサポートメンバーを募ってツアーを行うようになる。シングル「Summer Holiday」でレコードデビューを果たし、2010年5月に1stアルバム『Gemini』をリリース。アルバムは高評価を受け、ピッチフォーク・メディアは2010年のベストアルバムリストの49位に本作を選出。10月にもEP『Golden Haze』をリリース。
2012年8月に2ndアルバム『Nocturne』を発表し、ビルボードのNew Artist & Alternative New Artistチャートの1位を記録した。2013年3月に東京で初来日公演。チケットはソールドアウトで、10月にも再来日公演を行った。
2014年10月に3rdアルバムの制作を発表。2015年1月には自身のFacebookとTwitterでストックホルムにてレコーディング開始したことを報告した。2016年2月に3rdアルバム『Life of Pause』をリリース。

## 作品

### アルバム
- Gemini （2010年）
- Nocturne （2012年）
- Empty Estate（2013年）
- Life of Pause （2016年）
- Indigo　(2018年）

### EP
- Evertide （2010年）
- Golden Haze （2010年）
- Empty Estate （2013年）
- Laughing Gas （2020年）

### シングル
- "Summer Holiday" （2009年）
- "Cloudbusting" （2012年）
- "Nowhere" （2012年）
- "Shadow" （2012年）
- "A Dancing Shell" （2013年）